# Patrick Lalime
Patrick Lalime, född 7 juli 1974, är en kanadensisk före detta professionell ishockeymålvakt som har spelat i NHL klubbarna Pittsburgh Penguins, Ottawa Senators, Chicago Blackhawks och St. Louis Blues och Buffalo Sabres. Sammanlagt har Lalime spelat över 400 grundseriematcher i NHL.
Patrick gjorde succé som NHL rookie i Pittsburgh Penguins säsongen 1996/1997 och påminde ganska mycket om Patrick Roy i målvaktsstilen som också var Lalimes idol och han fick smeknamnet "Roy-Lime" av sina lagkamrater.
Han debuterade för Ottawa Senators säsongen 1999/2000 och spelade i klubben fram till NHL-arbetsmarknadskonflikten säsongen 2004/2005.
Säsongen 2005/2006 spelade han i St. Louis Blues och i farmarligan.

## Klubbar
- Cleveland Lumberjacks 1994-1996 1997
- Pittsburgh Penguins 1996-1997
- Grand Rapids Griffins 1997-1998
- Kansas City Blades 1998-1999
- Ottawa Senators 1999-2004
- St. Louis Blues 2005-2006
- Peoria Rivermen 2005-2006
- Chicago Blackhawks 2006-2008
- Buffalo Sabres 2008-